# Auguste Laloux
Auguste Laloux, né à Dorinne le 1er aout 1906 et mort dans ce même village le 4 mars 1976, est un écrivain belge de langue wallonne. Il est membre du cercle littéraire dialectal Lès Rèlîs Namurwès et de la Société de langue et de littérature wallonnes.

## Biographie
Auguste Laloux nait à Dorinne le 1er aout 1906, d'un père originaire de Durnal. En 1925, il entreprend des études universitaires à Namur, qu'il interrompt après un an. Il devient alors professeur de français, de latin et de grec ancien et enseigne au collège Saint-Benoît de Maredsous et au collège Saint-Paul de Gedinne.
Il est ensuite employé comme précepteur auprès d'enfants de grandes familles. Alors qu'il réside durant deux ans à Rome dans le cadre de cet emploi, le mal du pays le fait écrire en wallon.
Au début de la Seconde Guerre mondiale, il retourne à Dorinne pour s'y consacrer à l'agriculture. À partir de 1945, il accueille chez lui des élèves du collège Saint-Benoît de Maredsous retardés dans leurs études en raison de la guerre et prend en charge leur éducation, menée en parallèle d'activités artistiques et de travaux agraires. Par la suite, il accueille de la même manière des enfants placés,.
Auguste Laloux meurt à Dorinne le 4 mars 1976,.

### Carrière de littérateur
Auguste Laloux est surtout connu comme un auteur de romans, un genre peu pratiqué en littérature de langue wallonne. Plusieurs de ses œuvres ont paru sous la forme de romans-feuilletons dans la rubrique Chîjes èt paskéyes (« Veillées et histoires plaisantes ») du quotidien Vers l'Avenir. C'est le cas de Li Curè d' Sautau (48 feuilletons parus du 15 aout 1967 au 23 juillet 1968) et de Pa totès strwètès vôyes (49 feuilletons parus du 21 octobre 1969 au 27 octobre 1970). Il est aussi l'auteur d'une soixantaine de proses courtes publiées dans Les Cahiers wallons (la revue des Rèlîs Namurwès) et dans Chîjes èt paskéyes, d'une pièce de théâtre inédite — intitulée Au Noyè cit-anéye-là — et de poèmes en vers libres.
Il est reçu membre du cercle littéraire dialectal Lès Rèlîs Namurwès en 1963. En 1971, il scénarise la première bande dessinée créée en langue régionale de Wallonie. Lès Deûs Maurticots, avec Sabine De Coune au dessin, parait dans un numéro spécial des Cahiers wallons.
En 1966, Auguste Laloux remporte une médaille d'argent au concours du 110e anniversaire de la Société de langue et de littérature wallonnes pour son recueil de portraits Lès Soçons. En 1971, il remporte le 1er prix au concours du 115e anniversaire de cette même institution, pour son roman Mi p'tit viyadje dès-ans au long. Il est admis comme membre titulaire de la Société en 1972.
À sa mort, il laisse inachevé un ouvrage particulièrement volumineux. Ce roman en quatre tomes intitulé Paul Simon — dont le manuscrit fait plus de 500 pages — demeure inédit à ce jour.
En 1979, il fait partie des auteurs sélectionnés par Maurice Piron pour son Anthologie de la littérature dialectale de Wallonie.

## Réception critique
Selon Baptiste Frankinet, le responsable de la Bibliothèque des dialectes de Wallonie, « son mode d’expression, qui emploie le monologue intérieur, qui use de phrases nominales, qui mélange style direct et indirect, transpose particulièrement bien la pensée à l’écrit ». Maurice Piron émet déjà un jugement similaire en 1979, lorsqu'il évoque « une technique de “pensé écrit” qui, pour rendre l'instantané de la vie, ne s'était pas encore trouvé en wallon une évidence aussi profonde ». Pour le linguiste Jean Germain, « rarement sans doute, dans la prose dialectale wallonne, le style n'aura autant correspondu à l'œuvre ».
Victor George, analysant le regard qu'il porte sur ses personnages, compare ses œuvres à celles de Paul Claudel, un auteur que Laloux appréciait.

## Œuvres
- (wa) Li p'tit Bêrt, Ciney, Épécé, 1969.

- (wa) « Lès Deûs Maurticots » (ill. Sabine de Coune), Les Cahiers wallons, 2e série, année 1971 no 9,‎ novembre, p. 144-164 (lire en ligne ).
- (wa) « Aurmonak di Nameur po 1972 », Les Cahiers wallons, 2e série, année 1971 no 10,‎ décembre, p. 165-182 (lire en ligne ).
- (wa) « Lès Soçons » (ill. Sabine de Coune), Bulletin de la Société de langue et de littérature wallonnes, t. 74,‎ 1971, p. 9-93 (lire en ligne ).
- « Dialecte et littérature », Les Cahiers wallons, 2e série, année 1972 no 8,‎ octobre, p. 129-147 (lire en ligne ).
- (wa) « Mi p'tit viyadje dès-ans au long », Bulletin de la Société de langue et de littérature wallonnes, t. 75,‎ 1974, p. 7-223 (lire en ligne ).
- (wa) « Passion » (ill. Sabine de Coune), Les Cahiers wallons, 2e série, 42e année nos 3-4,‎ mars-avril 1979, p. 45-124 (lire en ligne ).
- (wa) « Œuvres de (†) Auguste Laloux : Do trèvint qui dj' raconte, bande dessinée par Sabine De Coune – Li Gros d'èmon Codéne – Li Polin d' Djassogne », Les Cahiers wallons, 2e série, 44e année no 4,‎ avril 1981, p. 49-64 (lire en ligne ).
- (wa) « Mârdjôsèf », Les Cahiers wallons, 2e série, 58e année no 6,‎ juin 1995, p. 81-100 (lire en ligne ).
- (wa) « Li gros Louis – Voyadje à Brussèle – Do timps do Curè Richefèt », Les Cahiers wallons, 2e série, 59e année no 4,‎ avril 1996, p. 49-64 (lire en ligne ).
- (wa) « Lès cis do Trau », Les Cahiers wallons, 2e série, 61e année nos 7-8,‎ juillet-aout 1998, p. 105-132 (lire en ligne ).
- (wa) Pa totès strwètès vôyes, Liège, Société de langue et de littérature wallonnes, coll. « Littérature dialectale d'aujourd'hui » (no 36), 2010 (ISBN 978-2-930505-09-1).
- (wa) Li curè d' Sautau (préf. Bernard Louis), Namur, Lès Rèlîs Namurwès, 2011, 144 p.